# Monticello (Misuri)
Monticello es una villa ubicada en el condado de Lewis en el estado estadounidense de Misuri. En el Censo de 2010 tenía una población de 98 habitantes y una densidad poblacional de 144,97 personas por km².

## Geografía
Monticello se encuentra ubicada en las coordenadas 40°7′8″N 91°42′47″O / 40.11889, -91.71306. Según la Oficina del Censo de los Estados Unidos, Monticello tiene una superficie total de 0.68 km², de la cual 0.68 km² corresponden a tierra firme y (0%) 0 km² es agua.

## Demografía
Según el censo de 2010, había 98 personas residiendo en Monticello. La densidad de población era de 144,97 hab./km². De los 98 habitantes, Monticello estaba compuesto por el 94.9% blancos, el 1.02% eran afroamericanos, el 3.06% eran amerindios, el 0% eran asiáticos, el 0% eran isleños del Pacífico, el 0% eran de otras razas y el 1.02% pertenecían a dos o más razas. Del total de la población el 3.06% eran hispanos o latinos de cualquier raza.